# Tiba Tomaj
Tiba Tomaj (in ungherese Tomaj nembeli Tiba; ... – dopo il 1209) fu un nobile ungherese vissuto a cavallo tra il XII e il XIII secolo noto perlopiù per aver assassinato il palatino Csépán Győr nel 1209.

## Biografia
Tiba discendeva dalla famiglia Tomaj, una stirpe di origine pecenega, ma i suoi rapporti di parentela con gli altri membri della numerosa famiglia sono incerti. Il suo principale possedimento di cui si ha conoscenza era Lesencetomaj, situato nel comitato di Zala.
Un documento del 1216 riferisce che Tiba assassinò il palatino in carica Csépán Győr nel 1209. Il fratello della vittima, Pat Győr, il quale gli succedette in quella carica, convocò il presunto colpevole «al cospetto del re», ma, anziché presentarsi, Tiba fuggì dal regno d'Ungheria. Considerata la sua condotta, il tribunale considerò giustificate le accuse e Tiba fu condannato a morte in contumacia da Andrea II e dagli altri giudici nominati. Poco dopo, a Pat furono concesse le terre confiscate di Tiba, incluso Lesencetomaj, a titolo di risarcimento. Pat vendette il feudo ad Atyusz III Atyusz, che a sua volta la vendette a Pietro, parente di Tiba, nel 1216.
Il movente dell'omicidio non è chiaro; lo storico Erik Fügedi lo ha considerato il «primo assassinio politico documentato» in Ungheria. Bálint Hóman ha ipotizzato un collegamento tra il crimine di Tiba e una congiura fallita contro Andrea, avvenuta nello stesso anno, quando un gruppo di aristocratici ungheresi scontenti offrì la corona ai cugini di Andrea, figli dello zio di Andrea, Géza. Di conseguenza, Tiba avrebbe preso parte a quella cospirazione e avrebbe dovuto fuggire dal regno dopo il fallimento del colpo di stato. Lo storico Pál Szabó ha analizzato il contenuto del verdetto e le circostanze politiche che ne giustificarono l'azione (vi è un singolo documento di diritto privato a menzionare il reato) e ha ritenuto che Csépán fosse stato ucciso da Tiba per motivi personali.